# Dion Lopy
Dion Lopy (* 2. Februar 2002 in Dakar) ist ein senegalesischer Fußballspieler auf der Position eines Mittelfeldspielers. Er steht seit 2023 beim spanischen Erstligisten UD Almeria unter Vertrag und spielt seit 2021 für die A-Mannschaft.

## Vereinskarriere
Dion Lopy wurde am 2. Februar 2002 in der senegalesischen Hauptstadt Dakar geboren und wurde hier unter anderem an der lokalen Oslo Football Academy ausgebildet. Spätestens ab 2018/19 trat er mit einer Mannschaft der Akademie in der senegalesischen Drittklassigkeit in Erscheinung. In dieser spielte er mit dem Team auch in der Spielzeit 2019/20 und teilweise in der Saison 2020/21. Nachdem er aufgrund seiner Einsätze in der senegalesischen U-20-Auswahl bei diversen Scouts aufgefallen war, schaffte Lopy im Oktober 2020 den Sprung nach Frankreich, wo er in weiterer Folge vom dortigen französischen Erstligisten Stade Reims vorerst in der vereinseigenen Jugend eingesetzt wurde. Daneben kam er auch in der viertklassigen National 2 für die B-Mannschaft des Klubs zum Einsatz. Für das Team gab er am 13. Oktober 2020 bei einer 2:3-Auswärtsniederlage gegen die B-Mannschaft des RC Lens sein Pflichtspieldebüt, als er von Trainer Franck Chalençon in der 77. Spielminute für Alexis Flips eingewechselt wurde. Nach der darauffolgenden Winterpause war Lopy Ende Februar 2021 bereits als Stammspieler im Mittelfeld aktiv. Im April 2021 kam er erstmals für die A-Mannschaft zum Einsatz.
Anfang August 2023 wechselte er zum spanischen Erstligisten UD Almería.

## Nationalmannschaftskarriere
Im Jahr 2019 kam Lopy gleich für drei Nationalauswahlen seines Heimatlandes zum Einsatz; so spielte er für die U-17-, die U-20- und die A-Nationalmannschaft des Senegals. Mit der U-20-Auswahl nahm er an der U-20-Afrikameisterschaft 2019 im Niger teil und kam dabei, bis auf das Gruppenspiel gegen Burkina Faso, in allen Spielen seines Heimatlandes über die volle Spieldauer zum Einsatz. Dabei gelang ihm am 3. Februar 2019 beim 2:0-Sieg im ersten Gruppenspiel gegen Mali in der 71. Minute auch der 1:0-Führungstreffer seiner Mannschaft. Im Finale unterlag der defensive Mittelfeldspieler den Alterskollegen aus Mali erst im Elfmeterschießen. Aufgrund der Platzierung bei der Afrikameisterschaft qualifizierte er sich mit seinem Heimatland für die zwischen Mai und Juni 2019 stattfindende U-20-Weltmeisterschaft 2019 in Polen. Von Youssouph Dabo wurde er im Mai 2019 in das 21-köpfige senegalesische Spieleraufgebot für die Weltmeisterschaft berufen.
Während des Turniers fungierte er als Stammkraft im defensiven Mittelfeld, absolvierte alle vier Spiele seiner Mannschaft und schied mit dem Senegal erst im Viertelfinale im Elfmeterschießen gegen Südkorea aus. Bereits in der Vorbereitung auf die Weltmeisterschaft hatte er Mitte Mai 2019 ein Freundschaftsspiel gegen Uruguay absolviert. Im Laufe des Turniers kam er auch einmal zum Torerfolg; beim 2:0-Sieg über Kolumbien gelang ihm im zweiten Gruppenspiel in der 85. Spielminute per Strafstoß der Treffer zum 2:0-Endstand. Noch im selben Jahr schaffte er den Sprung in die A-Nationalmannschaft seines Heimatlandes.
Anlässlich der Qualifikation zur Afrikanischen Nationenmeisterschaft 2020 wurde er am 3. August 2019 von Aliou Cissé im Erstrundenrückspiel gegen Liberia eingesetzt. Beim 3:0-Erfolg des Senegals kam er in Minute 60 für Alassane Ndao auf den Rasen und schaffte in weiterer Folge nach einem Gesamtergebnis von 1:2 gegen Guinea in Runde 2 nicht den Einzug in die Endrunde.
Im November 2020 trat er mit der U-20-Auswahl des Senegals bei der Qualifikation zur U-20-Afrikameisterschaft 2021 an. Dabei wurde er in allen vier Spielen seiner Mannschaft eingesetzt und erzielte insgesamt drei Tore, darunter ein Doppelpack gegen Gambia in der Gruppenphase. Nach einem knappen Weiterkommen gegen Guinea-Bissau im Halbfinale nach erfolgreichem Elfmeterschießen, verlor er mit dem Senegal das Finale der West A Zone der Qualifikation gegen Gambia ebenfalls im Elfmeterschießen. Dadurch verpasste der Senegal die Teilnahme an der Endrunde, die in weiterer Folge von Februar bis März 2021 ausgetragen wurde.

## Erfolge
- Finalist der U-20-Afrikameisterschaft: 2019